# Rafał I (patriarcha Konstantynopola)
Rafał I, gr. Ραφαήλ Α΄ (zm. 1476) – ekumeniczny patriarcha Konstantynopola w latach 1475–1476.

## Życiorys
Był serbskim mnichem. Został patriarchą za protekcją Mary Branković, macochy z Mehmeda II Zdobywcy. Łapówka wyniosła rocznie płatność 2000 złotych florenów i jednorazowo 700 złotych florenów. Grecka społeczność Konstantynopola nie miała udziału w jego wyborze i była mu przeciwna. Rządził około roku po czym został uwięziony i w tym samym roku zmarł.